# 東日本大震災に伴う地上デジタル放送に係る電波法の特例に関する法律
東日本大震災に伴う地上デジタル放送に係る電波法の特例に関する法律（ひがしにほんだいしんさいにともなうちじょうデジタルほうそうにかかるでんぱほうのとくれいにかんするほうりつ、平成23年6月15日法律第68号）は、東日本大震災に伴う地上デジタル放送に関する日本の法律で、電波法に対する特別法である。
2011年6月15日に公布・施行された。

## 概要
東日本大震災により甚大な被害を受けた地域において地上デジタル放送の受信に必要な設備を整備することが困難となっていることに対処するため、電波法の特例を定めた。
岩手県、宮城県、福島県における特定の無線局区分の周波数の使用の期限について、2012年（平成24年）7月24日を限度として総務大臣が延長できることとし、無線局免許の有効期間を当該延長された期限までの期間とする（法2条）。
免許の有効期間を延長された無線局の免許人は、延長された有効期間の電波利用料を国に納めることを要せず、延長された期間の運用に要する費用の助成を電波利用料の使途に加える（法3条および4条）。

## 具体的運用

### 対象地域
総務省は2011年4月20日に岩手、宮城、福島の3県に関してはアナログ放送停波の延期を検討し、他の地域に関しては予定通りアナログ放送を終了すると発表した。
この決定に先立ち、総務省では震災によるテレビ関連の被害とデジタル化業務への影響について調査を行った。これによると、関東地方の1都6県（被害の大きかった茨城県・千葉県を含む）及び青森・秋田・山形の3県は地震等による送信所・ケーブルテレビ等の被害が認められず、受信施設等の被害が確認されるにとどまった。またデジサポも3月中にほぼ通常業務に戻っている。

### 対象社局
いずれも中継局を含む。
日本放送協会（いずれも総合・Eテレ）
- NHK盛岡放送局（JOQG-TV、JOQC-TV）
- NHK仙台放送局（JOHK-TV、JOHB-TV）
- NHK福島放送局（JOFP-TV、JOFD-TV）

民間放送
- IBC岩手放送（JODF-TV）
- テレビ岩手（JOII-TV）
- 岩手めんこいテレビ（JOYH-TV）
- 岩手朝日テレビ（JOIY-TV）
- 東北放送（JOIR-TV）
- 仙台放送（JOOX-TV）
- 宮城テレビ放送（JOMM-TV）
- 東日本放送（JOEM-TV）
- 福島テレビ（JOPX-TV）
- 福島中央テレビ（JOVI-TV）
- 福島放送（JOJI-TV）
- テレビユー福島（JOKI-TV）

 * 太字はアナログVHF局

### スケジュール
2011年7月24日
この日の正午を以って対象社局以外におけるアナログテレビ放送を完全終了し、同日24時に完全停波。
延長期間中
- 3県のデジサポは、各県における地デジ化推進の取組みを集中して進める。
- 地域単位で地デジ化が完了した場合は、該当地域においては期間中であってもアナログ放送を終了し、アナログ放送のエリアを段階的に縮小する（実際にその事例はない）。
- アナログ放送の送信方法は各社局の判断に委ねる。コストダウンのため「デジ→アナ変換」も選択肢に加えられる。
- アナログ送信設備の積極的保守は行わない。

2012年3月31日
この日の正午を以って対象社局のアナログテレビ放送を完全終了し、同日24時に完全停波。これで日本全国において完全デジタル化完了。